# ديدي بازيل
ماري سانت ديدي بازيل (بالإنجليزية: Dédée Bazile؛ ولدت عام 1806)، والمعروفة باسم دفيلي ودفيلي لافوله وهي إحدى شخصيات الثورة الهايتية، و مميرة ويُذكر أنه استعاد ودفن جثة الإمبراطور ديسالين الممثل بها بعد اغتياله في بورت لارانج.

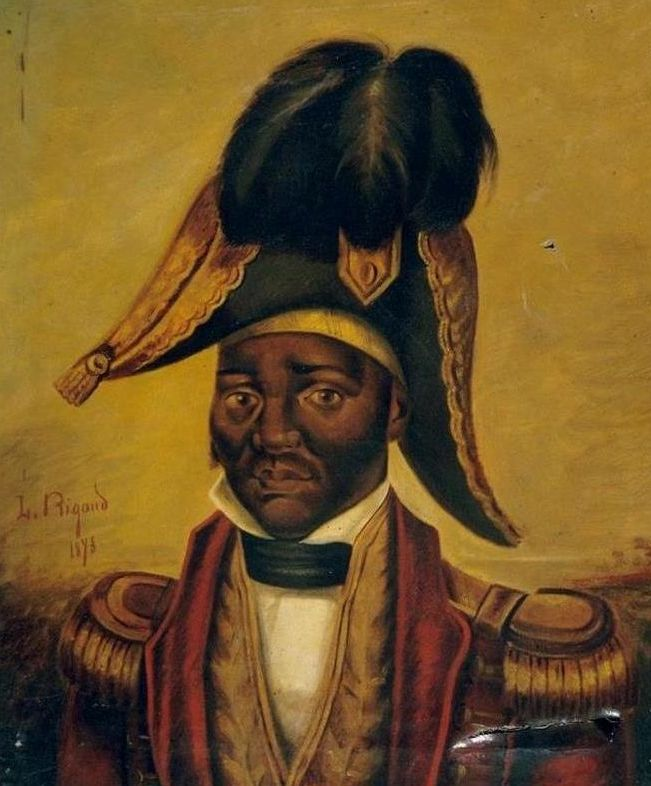
صورة بعد وفاته لجان جاك ديسالين

## السيرة الذاتية
ولدت ديدي بازيل بالقرب من كاب هايتيان لأبوين من العبيد وكسب رزقه من خلال العمل كبائع تجزئة في جيش دیسالين، تتهمها روايات مختلفة بالجنون، ولكن بحسب الأقاويل فإن ديدي بازيل سعت للانتقام إما بعد أن اُغتُصبت من قبل سيدها عندما كانت في الثامنة عشرة من عمرها، أو بعد مقتل بعض أفراد عائلتها في هزيمة جيش دسالين على يد الجنرال دوناتين روكامبو.
في 17 أكتوبر 1806 وقع الإمبراطور دسالين في كمين وتم إطلاق النار عليه شمال بورتو برنس على يد رفاقه السابقين ألكسندر بيتون وجان بيير بوير وأندريه ريغو وبرونو بلانشه، ثم أُحضر جثمانه إلى المدينة حيث تعرض للرجم ومُثِل به من قبل الحشد.
جمع بازيل وهو أحد المعجبين بدسالين بقايا جثمانه في كيس ونقلها إلى المقبرة المحلية ليقوم بدفنها.
وبهذا الصدد كتبوا:
بينما كان عدد كبير من الأطفال وسط صيحات الفرح وقد غطوا بقايا جثمان دسالين المثيرة للشفقة بالحجارة أمام المبنى الحكومي وصلت إمرأة عجوز ومجنونة تدعى ديفيلي واقتربت من الحشد المكون من الأطفال... فقيل لها إنه دسالين فهدأت عيناها البربرية فجأة وأشرق ضوء العقل على وجهها، وذهبت وأحضرت كيساً وعاد إلى المكان ووضعت فيه الجثة الملطخة بالدماء وأخذتها إلى المقبرة المحلية، وأرسل معها الجنرال بيتون عدداً من الجنود الذين دفنوه بمبلغ زهيد من المال.

## جمع بقايا ديسالين
هُزم الجيش الفرنسي في نوفمبر 1803، وفي العام التالي أعلن ديسالين استقلال هايتي وتوج نفسه إمبراطورًا. فرض ديسالين العمل في المزارع لتعزيز الاقتصاد وبدأ الدكتاتورية.
لقد خيب آمال العديد من "الأحرار الجدد" - 80% من السكان الذين تم تحريرهم حديثًا - الذين شعروا أن حكمه أعاد إلى الأذهان العبودية التي واجهوها قبل الثورة.
كان الأحرار القدماء - أولئك الذين تم تحريرهم قبل الثورة، والذين كانوا في الغالب من ذوي البشرة السمراء - غاضبين من خططه لإعادة تخصيص الأراضي للجدد.

## الإرث
توفي بازيل حوالي عام 1816 ووُري الثرى في بورتو برنس، لكن قبره قد فُقِد.
لا يُعرف الكثير عن حياة ديفيلي بعد أن جمعت رفات ديسالين. واستقرت في فورت سانت كلير، بورت أو برنس، وعاشت في فقر على رعاية اجتماعية.
إن الروايات التاريخية عن ديفيلي نادرة وغالباً ما تكون ذات لهجة وطنية، الأمر الذي ترك العديد من الغموض والالتباسات في سيرتها الذاتية. ومع ذلك، فهي مصدر للأساطير والفولكلور والأدب الهايتية. وقد أعيد تفسير الروايات التاريخية عنها مراراً وتكراراً في التقاليد الشفوية مثل الأغاني والأمثال والقصص. وقد تمت إعادة تفسير الروايات التاريخية عنها مرارًا وتكرارًا في التقاليد الشفهية مثل الأغاني والأمثال والقصص. على هذا النحو، تعتبر جانا إيفانز برازيل أن ديفيلي هو رمز للذاكرة، وهو رمز يحافظ على جزء من الذاكرة الجماعية لهايتي. كتب برازيل: "تزدهر الأسطورة من التاريخ، والروايات من الأساطير: لا يمكن تمييز شخصية ديفيلي إلا في الخيوط المتشابكة للتاريخ والأدب والأسطورة والفولكلور".
كان ديفيلي يُذكَر في البداية في أغنية شعبية هايتية تعود إلى فترة حكم هنري كريستوف لشمال هايتي، أو فترة رئاسة جان بيير بوير، ـ وهما فترتان اتسمتا بالقمع. وكان الهايتيون يغنون هذه الأغنية للتعبير عن أسفهم للاحتفال باغتيال ديسالين.
تزعم روايات تاريخية متعددة أن ديفيلي أظهر الجنون، ومن هنا جاء اللقب اللاحق Défilée-la-folle.
أعيد احتضان ديفيلي من عام 1994 إلى عام 1995 خلال عملية دعم الديمقراطية، وهو تدخل عسكري في هايتي بقيادة الولايات المتحدة. والأمم المتحدة. وعلى وجه الخصوص، قامت الكاتبات في الشتات الهايتي بتكييف أعمالهن أثناء التدخل وبعده.